# Dziewczyna czytająca list

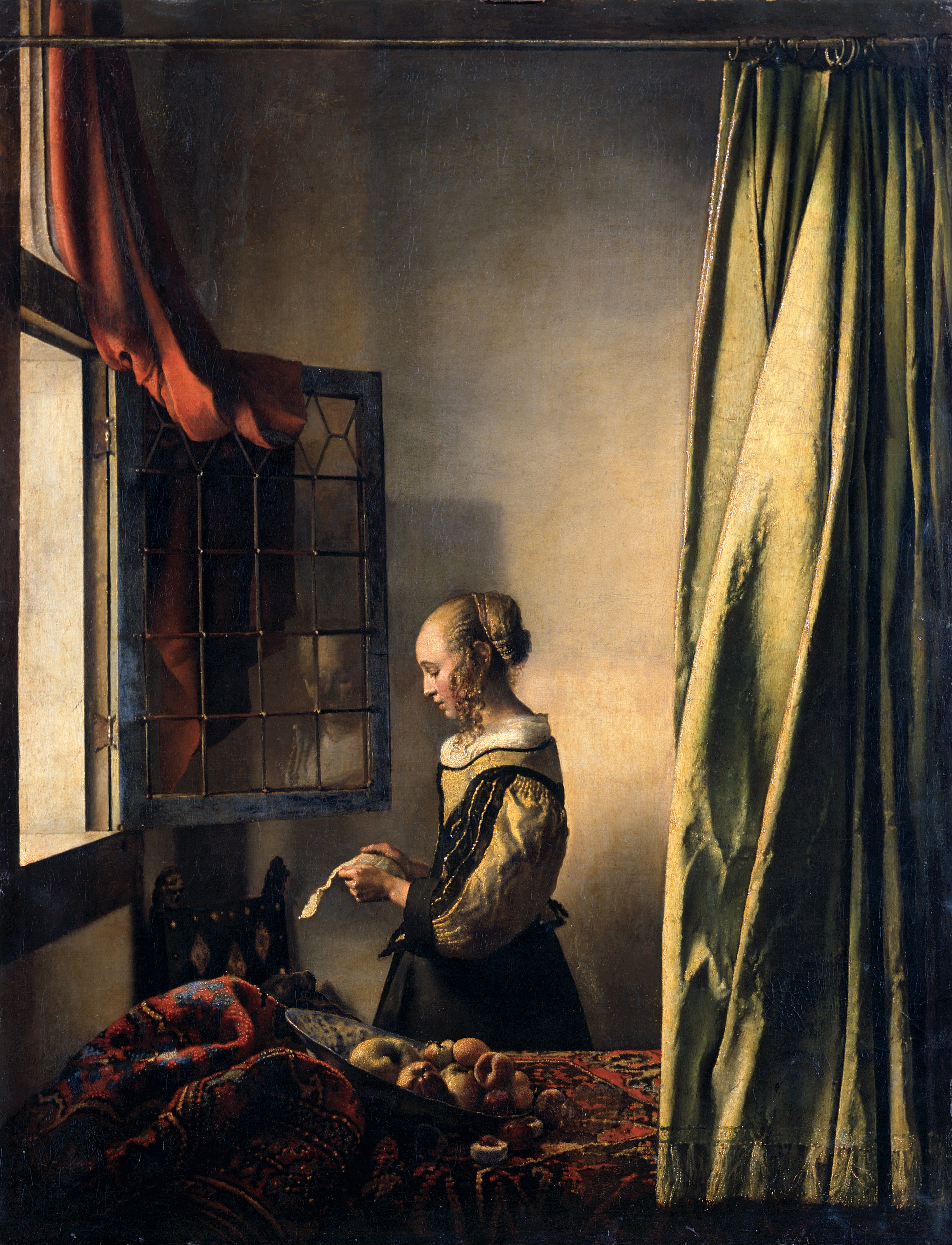
Dziewczyna czytająca list w wersji z zamalowanym fragmentem

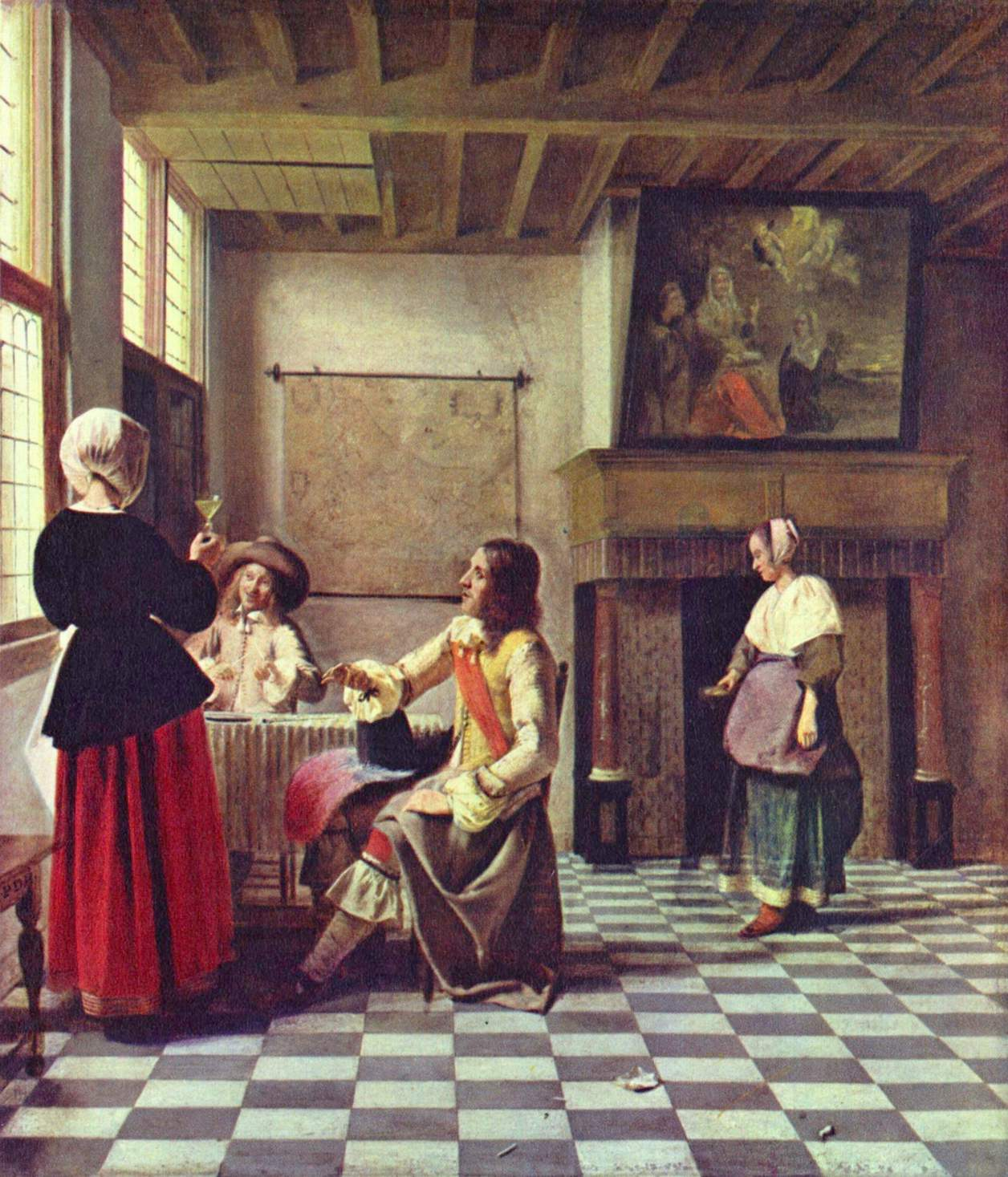
Pieter de Hooch, Pijąca kobieta z dwoma mężczyznami i służącą, ok. 1658, National Gallery w Londynie

Dziewczyna czytająca list (niderl. Brieflezend Meisje bij het Venster) – obraz Jana Vermeera datowany na lata ok. 1657–1659. W tle obrazu zachował się ślad sygnatury malarza. Obraz znajduje się w Gemäldegalerie Alte Meister w Zwingerze, Drezno.

## Historia
Obraz został kupiony w 1742 przez Augusta III, elektora saskiego i uważany przez następne lata za dzieło Rembrandta lub utrzymane w stylu Rembrandta. Autorstwo Vermeera zostało ponownie rozpoznane przez G.F. Waagena w 1858 roku. Podczas II wojny światowej Dziewczyna czytająca list oraz płótno U stręczycielki zostały ukryte wraz z innymi dziełami z Drezna. W 1945 Armia Czerwona wywiozła je do Moskwy. Gdy po wojnie powstał problem zwrotu drezdeńskich dzieł, minister kultury ZSRR zażądał od NRD, aby dwa dzieła, w ramach wdzięczności, pozostały w Rosji: Dziewczyna czytająca list i jeden z obrazów Giorgiona. Propozycja ta została odrzucona i ostatecznie wszystkie dzieła powróciły do Drezna w 1955 roku.

## Dziewczyna czytająca list
Obraz przedstawia pomieszczenie, w którym przed otwartym oknem stoi dziewczyna i czyta list. Kobieta przedstawiona jest z profilu, ale jej twarz odbija się w szybkach okiennych. Na pierwszym planie znajduje się stół, na którym jest rozłożony i udrapowany bogato zdobiony obrus, wyglądem przypominający dzisiejszy dywan. Na nim spoczywa misa z owocami: brzoskwiniami i jabłkami. Z prawej strony zwisa zielona kotara, rozwieszona na drążku, biegnącym wzdłuż górnej krawędzi płótna. Inna zasłona, koloru czerwonego, zawieszona jest przy oknie.

## Inspiracje, przesłanie, symbole
Obraz ten należy do grupy dzieł Vermeera, które powstały pod koniec lat 50. XVII wieku, a więc na początku dojrzałego okresu jego twórczości. Obrazy te (Żołnierz i śmiejąca się dziewczyna, Mleczarka i Dziewczyna czytająca list) przedstawiają sceny rozgrywające się w tym samym wnętrzu. Malarz za każdym razem umieszcza postaci w kącie pomieszczenia, z którego lewej strony znajduje się okno, będące źródłem światła. Taką kompozycję Vermeer zaczerpnął od Pietera de Hoocha (np. Pijąca kobieta z dwoma mężczyznami i służącą).
Badacze przypuszczają, że dziewczyna czyta list miłosny, który jest zarazem wstępem do związku uczuciowego łamiącego przysięgę małżeńską. Wskazują na to owoce, ułożone na stole, odwołujące się do grzechu Ewy. Co więcej, badanie promieniami Rentgena wykazało, że w początkowej wersji dzieła Vermeer na ścianie umieścił obraz z Kupidynem, później przez niego zamalowany. Symboliczne może być także znaczenie otwartego okna: kobieta pragnie kontaktu ze światem zewnętrznym, od którego jest, zgodnie z wymogami epoki, po części odizolowana.
Późniejsze badania wykazały, że obraz przedstawiający Kupidyna na ścianie by obecny w autorskiej wersji Vermeera, po czym został zamalowany znacznie później. Świadczy o tym brud znaleziony na powierzchni obrazu, ale pod warstwą zamalunku, który dowodzi, że obraz był wystawiany bez niego przez okres kilkudziesięciu lat. Otwiera to nowe pole do interpretacji dzieła. Obraz odrestaurowany do wersji autorskiej wrócił do Galerii Obrazów Starych Mistrzów w Dreźnie 10 września 2021.
Motyw listu często będzie powracał w twórczości malarza – ten obraz jest pierwszym z kolei. Kolejne to: Kobieta w błękitnej sukni (obraz o bardzo podobnej kompozycji), Dziewczyna pisząca list, Dama ze służącą, List miłosny i Lekcja muzyki.

## Nawiązania
Nawiązaniem do obrazu jest wiersz Jacka Kaczmarskiego „Czytająca list” z podtytułem „wg obrazu Vermeera”.